# 姫野達也
姫野 達也（ひめの たつや、1952年2月1日 - ）は、日本のシンガーソングライター。チューリップのボーカリスト、キーボーディスト、ギタリスト。
現在は、地元福岡に暮らしながら音楽活動をしている。

## 来歴・人物
福岡県福岡市出身。東福岡高等学校から八幡大学に進学。アマチュア時代は、後に海援隊メンバーとなる、高校・大学の同窓である千葉和臣とともにライラックを結成していたが、財津和夫に誘われチューリップに加入。1972年に上京し、東芝音楽工業（後の東芝EMI、現：EMIミュージック・ジャパン）より『魔法の黄色い靴』でレコード・デビュー。当時、メンバー最年少だった姫野がリードボーカルをとった3曲目のシングル『心の旅』（1973年）がヒットし、チューリップは、メジャー・バンドとなる。その後も、「夏色のおもいで」（1973年）、「銀の指環」（1974年）、「ぼくがつくった愛のうた〜いとしのEmily〜」（1974年）などの曲のボーカルを担当。当時は甘い歌声と美少年的なビジュアルであったこともあり、財津と並び人気を博していた。当時の愛称は「タッチー」。80年代からはひげを生やすなど、一時イメージチェンジを図ったこともある。
第二期となった80年代になると、生まれた長女のために財津が詞を提供した『この小さな掌(詩歩子へ)』、『光の花』の作曲・ボーカルを担当した。
デビューから13年が経った1985年、シングル『涙のパーティー』を最後にチューリップを脱退。のちに安部俊幸、伊藤薫、風祭東とオールウェイズを結成。姫野の脱退はチューリップにとって打撃となり、彼がボーカルを取る曲が演奏できなくなったことで人気の低迷、1989年の解散へとつながった。ただし、解散ライブには安部と共に参加している。
1986年、シングル『好きさ』、アルバム『ALWAYS BE TRUE』でデビューするが、オールウェイズは2008年以降、チューリップ再結成もあり、活動を休止している。
1990年から1997年まではオールウェイズの活動と並行して、浜田省吾のサポートミュージシャンとしてコンサート・ツアーなどにも参加していた。
1995年にビートルズが『フリー・アズ・ア・バード』をリリースしたことがきっかけで、財津に電話をかけて再結成を促したことから財津はチューリップの復活を決意する。1997年のチューリップの再結成に参加して以降、同時に自身のソロライブ、千葉和臣とのライラックの再結成ライブも不定期に行っている。
出身地の福岡放送で放送されていた「朝ドキッ!九州」（当時は「朝ドキッ!九州555」）の初代キャスターを務めた。
2006年、チューリップのメンバー上田雅利、宮城伸一郎とのユニットである、LIPでの活動が発表されコンサートツアーも行われた。財津とのデュエットライブも行っている。
2007年に音楽生活35年を迎えた。
2012年、チューリップのデビュー40周年を記念して、K.Yairiより自身のシグネチャーモデルのアコースティック・ギターが製作された。

## エピソード
- 1975年の愛知県勤労会館でのコンサートで、財津和夫は姫野についてこんなエピソードを語っていた。
  - 「この前、あの、姫野君の所に遊びに行った時、布団が二人分ありました。『どうして二人分置いてるんですか?』って僕が聞きましたところ、『財津くんが泊まりに来るためだ』、こう言っていましたけれども、真実は定かではありません。どうも、シーツを匂いましたところ、ファンデーションの....女性のですね、匂いがプンとしました。『君は何か、ファンデーションか何かつけて寝てるのか?』と僕が聞きましたら『ん?そんなことはないよ。。。』と言いましたから、きっとこれは何かあるなと僕は睨んでいます。」と観客を笑わせた。

- 2002年の7月7日に〈チューリップin照和〉というデビュー30周年のライブが行われた。その際に姫野は、ＴＶインタビューに若き日の財津和夫のことを語った。
  - 「財津さんのこの音楽に対する考え方っていうのは、メロディーに対してこの音がこうだったらこういう音を使ってほしいとか言う要望がとっても多いんですよね。で、そういう部分で、ま、よくそういう意味では話はしてたなって気はしますけどね。あんまりね、さっきあまり変なこと言うなよと（財津が）言ってましたんで言われませんけども、本当は言いたいこといっぱいあるんですよ!」と笑いながら当時を語った。

- NHKの「Tulip　青春のラストラン」という番組のインタビューで姫野は、自身の忘れられない情景を語った。
  - それは「心の旅」がリリースされる前のことであった。当初この曲は、作詞作曲をした財津がボーカルを担当することになっていたが音楽ディレクター・新田和長の考えにより、急遽、最年少の姫野に変更することになった。音楽ディレクターの判断としては、この曲は、姫野の甘い声で歌った方が売れるというところにあった。
  - 姫野は当時を振り返り「印象深いって言うか、そういった曲は、やっぱり「心の旅」なんですよね。なんかその時に（ディレクターにボーカル変更を要求された時）フッと財津さんの方を見るじゃないですか。やっぱなんかちょっと申し訳ないなみたいな、ちょっと寂しげだなとみたいな感じがしたんですけども。それで、ようやくそのヒット曲が出たことによって自分達の本当にやりたい音楽をやれるような状況ができたわけですよね。だから、そういう意味では、凄い僕らのこれからを作ってくれた曲だと思うんですよね」と語った。
  - それに対し財津は、2002年にTV番組でこの当時の複雑な心境を語った。「複雑どころか、ハッキリ、あの〜、反対していましたからね。これはね、あの、もちろん僕が歌うつもりでね、レコーディングの前日まで発声練習をしておりました。で、もうぎりぎりになって（ディレクターが）『財津が歌うとヒットしないな。姫野の声の方が甘い感じがして魅力的だから姫野に歌わせよう』。姫野君はね、リードボーカルをとるなんて夢にも思ってなかったと思いますし、う〜ん、そういうタイプじゃなかったんですね。ま〜、レコーディング終わって、ヒットするって分かるまで僕はずっとこの事件に対して恨みを持っていました。でも、ヒットしてからは、手のひらを返すように僕は姫野さんには、足を向けられないように今でもさせて頂いてます。」と語った。
  - そして、この言葉を聞いた姫野は、「そうですか、どういたしまして。こちらこそ有難う」とコメントした。姫野は、チューリップが自分にとって「家、共に戦ってきた仲間の集った場所であり、家に帰るような感じ」と語った。

- 財津は2022年のインタビューで、姫野がチューリップの再結成を促した時のことを「『やろうよ』って軽く言われたんで、僕も『やろうか』と軽く言ってしまった。姫野の明るさがあって成立したんだと思います」と語っている[1]。

## ディスコグラフィー

### アルバム
- 『THE BEST SONGS OF ABE&HIMENO<安部俊幸・姫野達也作品集>』（2012年5月23日、ビクターエンタテインメント）

## 出演番組

### テレビ
- 『にっぽん釣りの旅　スプーンで誘え みちのくの大マダイ 〜姫野達也・青森県陸奥湾〜』（2008年7月18日、NHK-BShi）

### ラジオ
- 『佐田玲子・姫野達也の風に吹かれて』（RKBラジオ 毎週日曜日1:30-2:00）※佐田玲子と共にパーソナリティを務めた。（2008年4月6日 - 2010年6月27日）

- 『どよう楽市』（2008年7月19日、NHKラジオ第1）